# Форталеза
Фортале́за (порт. Fortaleza — крепость) — город в Бразилии, столица штата Сеара. Пятый по величине город Бразилии. Составная часть мезорегиона Агломерация Форталеза. Находится в составе крупной городской агломерации Агломерация Форталеза. Входит в экономико-статистический микрорегион Форталеза.
Название города связано с существовавшим с середины XVII века голландским фортом Схоненборх (нидерл. Schoonenborch).

## История
В Доколумбову эпоху территорию населяли индейские племена тупи, занимавшиеся охотой и примитивным земледелием.
Европейцы впервые высадились здесь 2 февраля 1500 года. Это была испанская экспедиция Висенте Пинсона, который назвал берег Санта-Мария де ла Консоласьон (исп. Santa Maria de la Consolación). Так как в этот момент уже действовал Тордесильясский договор, разграничивающий сферы влияния Испании и Португалии и относивший эти долготы к сфере влияния Португалии, это открытие никогда не было официально признано.
Колонизацию начала Португалия, когда Перо Коэльо де Соуза построил форт Сан Тиаго (порт. Fortim de São Tiago) в устье реки Тиара в 1603 году. На короткое время северо-восточное побережье Бразилии было занято голландцами, которые основали тут форт Схоненборх, и португальцы после возвращения переименовали его в Форталеза де Носса Сеньора де Ассунсау (порт. Fortaleza de Nossa Senhora da Assunção). В 1799 году провинция Сеара выделилась из провинции Пернамбуку, и Форталеза стала её столицей.
С августа по ноябрь 1824 года город входил в состав Экваториальной конфедерации — непризнанного государства, пытавшегося отделиться от Бразильской империи. Восстание было подавлено бразильскими войсками.
В XIX веке Форталеза развивалась как центр провинции, в основном специализировавшейся на выращивании хлопка. В 1812 году в городе была создана таможня. В последующие годы в Форталезе не только появляются новые промышленные предприятия, но и учреждения образования и культуры, такие как школы, семинария (1864) и публичная библиотека (1867). В 1870 году начинается строительство железной дороги, которая стала началом системы общественного транспорта в Форталезе.
25 марта 1884 года в провинции Сеара были освобождены рабы.
Рост города в XX веке был в основном связан с переселением жителей сельской местности в города; к концу 1910-х годов Форталеза становится седьмым по населению городом Бразилии. В 1954 году тут был основан первый университет, порт. Universidade Federal do Ceará (UFC). В 1950-е и 1960-е годы город увеличивается в размере, возникают новые районы. К концу 70-х годов Форталеза становится центром крупной индустриальной агломерации. Во время диктаторского правления Умберту Кастелу Бранку (уроженца Форталезы) в 1970-е годы здесь была впервые в Бразилии избрана мэром женщина, Мария Луиза Вил Дине, и город стал первым, управляемым левой партией. В 1990-е годы Форталеза становится одним из главных туристических центров Бразилии.

## География
Форталеза расположена на северо-востоке Бразилии, на побережье Атлантического океана, в природном регионе Каатинга. На охраняемых участках побережья в окрестностях города сохранились мангры.
Форталеза характеризуется типичным тропическим саванным климатом, с высокой температурой в течение всего года и двумя сезонами — сухим и дождливым. Жара обычно смягчается ветром со стороны океана. Самые тёплые месяцы — декабрь и январь, сезон дождей (зима) с января по июль.
| Показатель                    | Янв. | Фев. | Март | Апр. | Май  | Июнь | Июль | Авг. | Сен. | Окт. | Нояб. | Дек. | Год  |
| ----------------------------- | ---- | ---- | ---- | ---- | ---- | ---- | ---- | ---- | ---- | ---- | ----- | ---- | ---- |
| Абсолютный максимум, °C       | 38,0 | 37,0 | 37,0 | 37,0 | 37,0 | 37,0 | 37,0 | 37,0 | 37,0 | 37,0 | 37,0  | 37,0 | 38,0 |
| Средний суточный максимум, °C | 30,5 | 30,1 | 29,7 | 29,7 | 29,1 | 29,6 | 29,5 | 29,1 | 29,2 | 30,5 | 30,7  | 30,7 | 29,8 |
| Средняя температура, °C       | 27,3 | 26,7 | 26,3 | 26,5 | 26,3 | 25,9 | 25,7 | 26,1 | 26,6 | 27,0 | 27,2  | 27,3 | 26,5 |
| Средний суточный минимум, °C  | 24,7 | 23,2 | 23,8 | 23,4 | 23,4 | 22,1 | 21,8 | 22,6 | 23,4 | 24,5 | 24,4  | 24,6 | 23,4 |
| Абсолютный минимум, °C        | 21,0 | 19,0 | 19,0 | 18,0 | 20,0 | 19,0 | 19,0 | 18,0 | 19,0 | 20,0 | 20,0  | 20,0 | 18,0 |
| Норма осадков, мм             | 129  | 215  | 338  | 348  | 226  | 160  | 91   | 31   | 22   | 15   | 13    | 49   | 1637 |
| Источник: World Climate       |      |      |      |      |      |      |      |      |      |      |       |      |      |

## Население
В колониальный период население Форталезы составляло около 2000 человек. Впервые оно существенно увеличилось между 1865 и 1872 годами, что было связано со строительством железной дороги. В 1877 году засуха привела к массовому переселению населения в города. Засухи повторялись 1888, 1900, 1915, 1932 и 1942, что каждый раз приводило к скачку численности населения. В трёх последних случаях в сельской местности вокруг города сооружались концентрационные лагеря, чтобы сократить приток беженцев в город. В 1922 году население Форталезы достигло ста тысяч человек после поглощения ей соседних городов Мессежана (порт. Messejana) и Парангаба (порт. Parangaba).

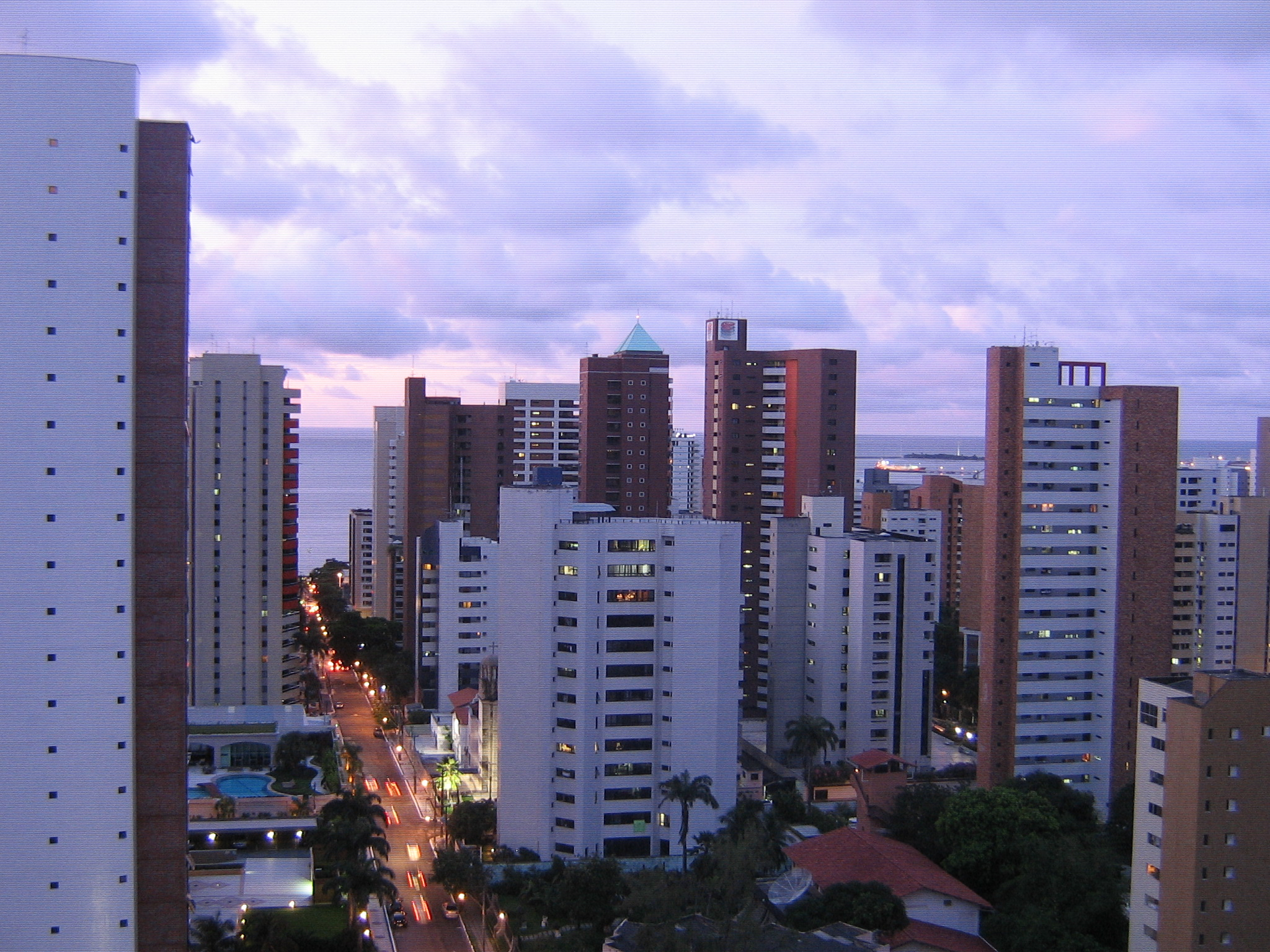
Жилые кварталы

По данным Бразильского института географии и статистики, население города в 2013 году составило 2,55 млн человек, агломерации — более 3,6 млн. (3-е и 6-е место по стране соответственно).
Расовый состав населения:
- белые — 36,8 %
- парду — 57,5 %
- негры — 4,5 %
- азиаты — 1,4 %

Около 80 % горожан — католики, 13 % — протестанты, 6 % — атеисты. Уровень преступности высокий, что типично для крупных городов Бразилии.

## Экономика

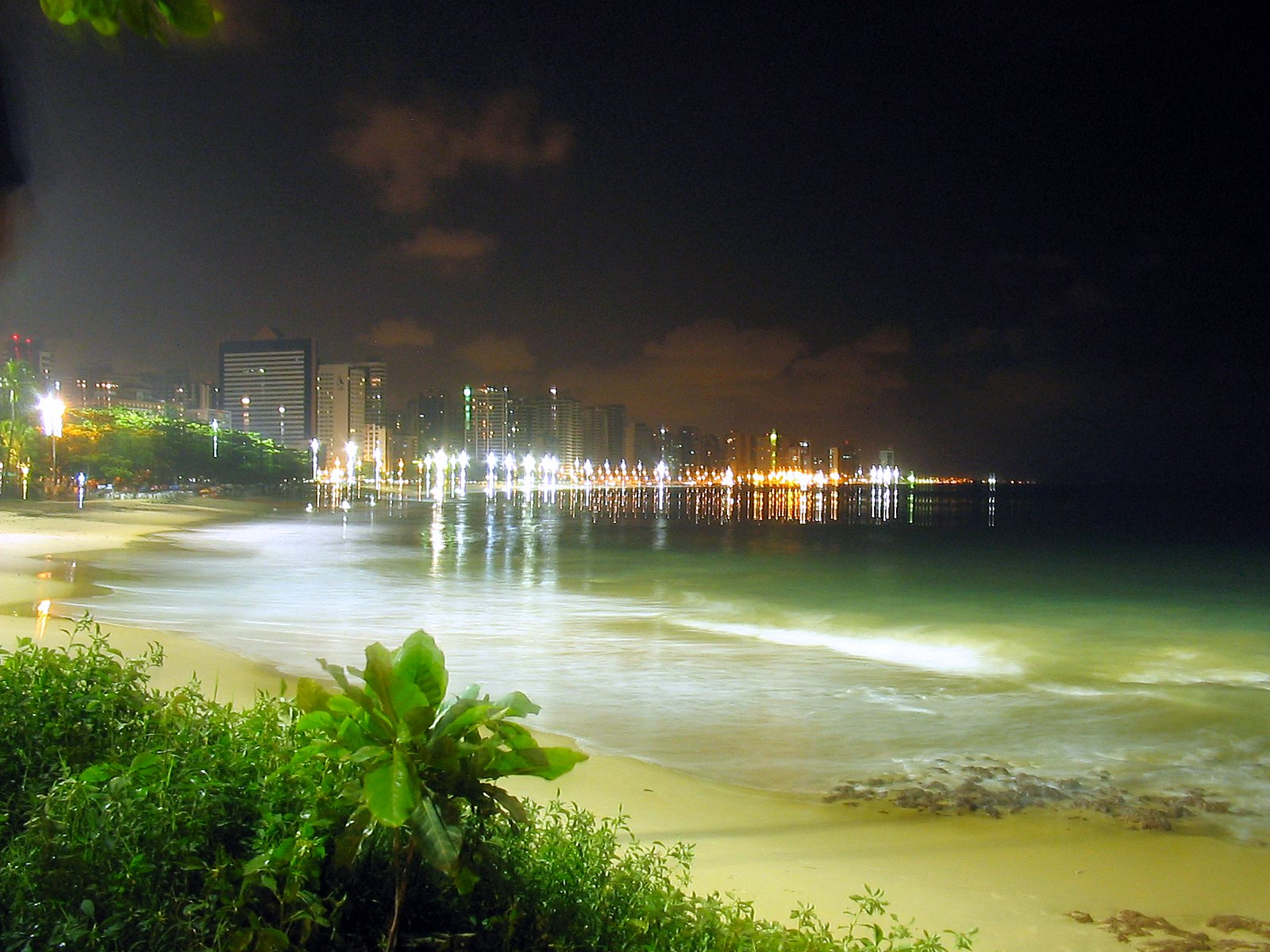
Городской пляж ночью

Основу городской экономики составляют:
- торговля
- сфера услуг
- туризм

Форталеза является одним из основных туристических направлений в Бразилии, в основном гостей привлекают яркая ночная жизнь, океанские пляжи, многочисленные бутики и торговые центры, выставки и конференции. Морской заповедник Parque Estadual Marinho da Pedra da Risca do Meio в окрестностях города — прекрасное место для дайвинга.
Из отраслей промышленности в городе имеются производство обуви и одежды (особенно изделий из кожи), пищевая промышленность и фармацевтика, нефтепереработка. На близлежащих территориях ведётся добыча полезных ископаемых. Banco do Nordeste, штаб-квартира которого размещена в Форталезе, является крупнейшим в Южной Америке финансовым институтом регионального развития и микрокредитования.
Валовой внутренний продукт в 2005 году составил R$19 734 557 000, доход на душу населения — R$ 8,309 (2005).

## Транспорт

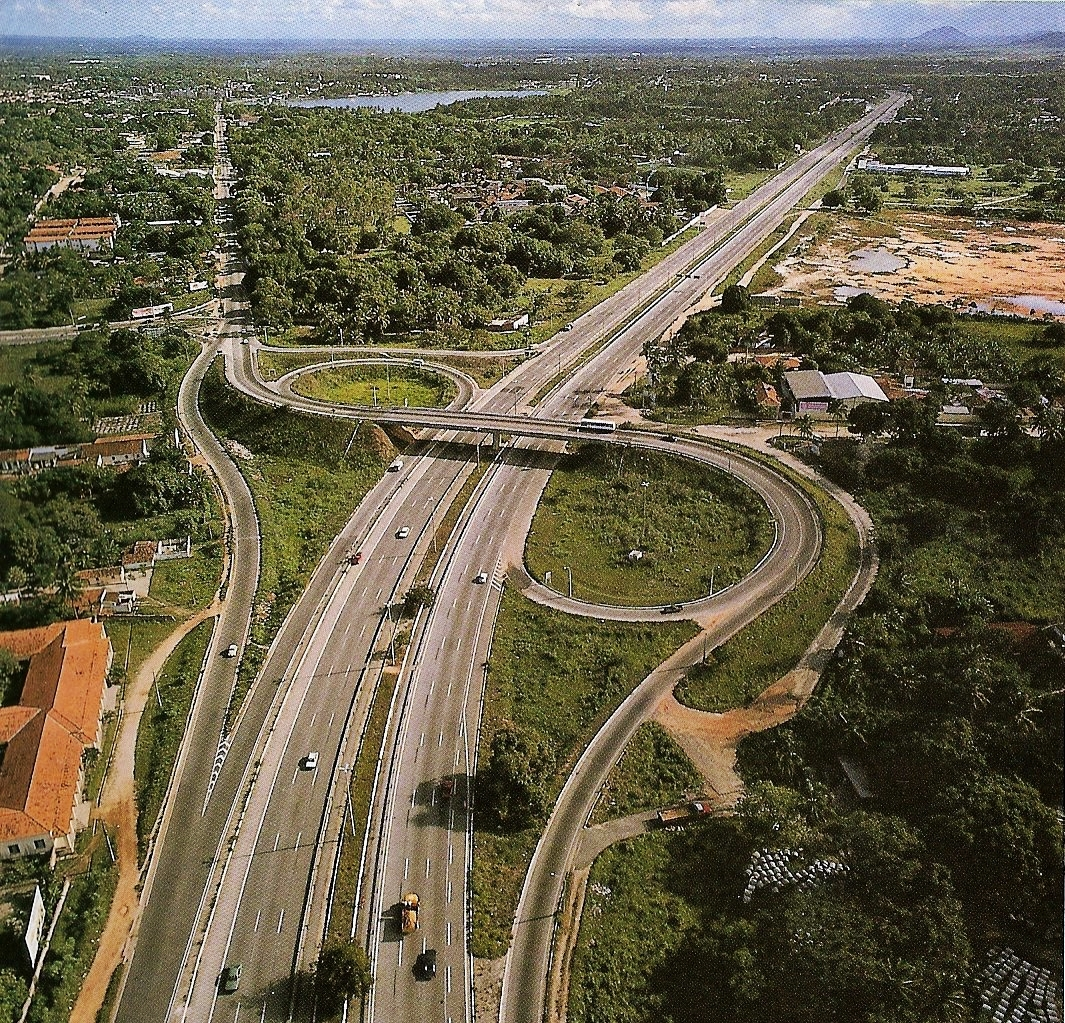
BR-116 в пригороде Форталезы

Город обслуживается международным аэропортом Пинту Мартинс (IATA: FOR, ICAO: SBFZ) с пассажирооборотом 6 млн человек в год (2012). Регулярные пассажирские рейсы выполняются во все основные города Бразилии, а также в Милан, Амстердам, Сал, Франкфурт-на-Майне, Праю, Майами и Лиссабон.
В Форталезе начинается идущее через всю страну федеральное шоссе BR-116 (Форталеза — Порту-Алегри).
Основу общественного транспорта составляют автобусы, в 2012 году открыт Форталезский метрополитен (2 линии, 28 станций, 43 километра). Всего запланировано пять линий метрополитена, в настоящее время ведётся строительство третьей линии (14 станций).

## Культура и образование

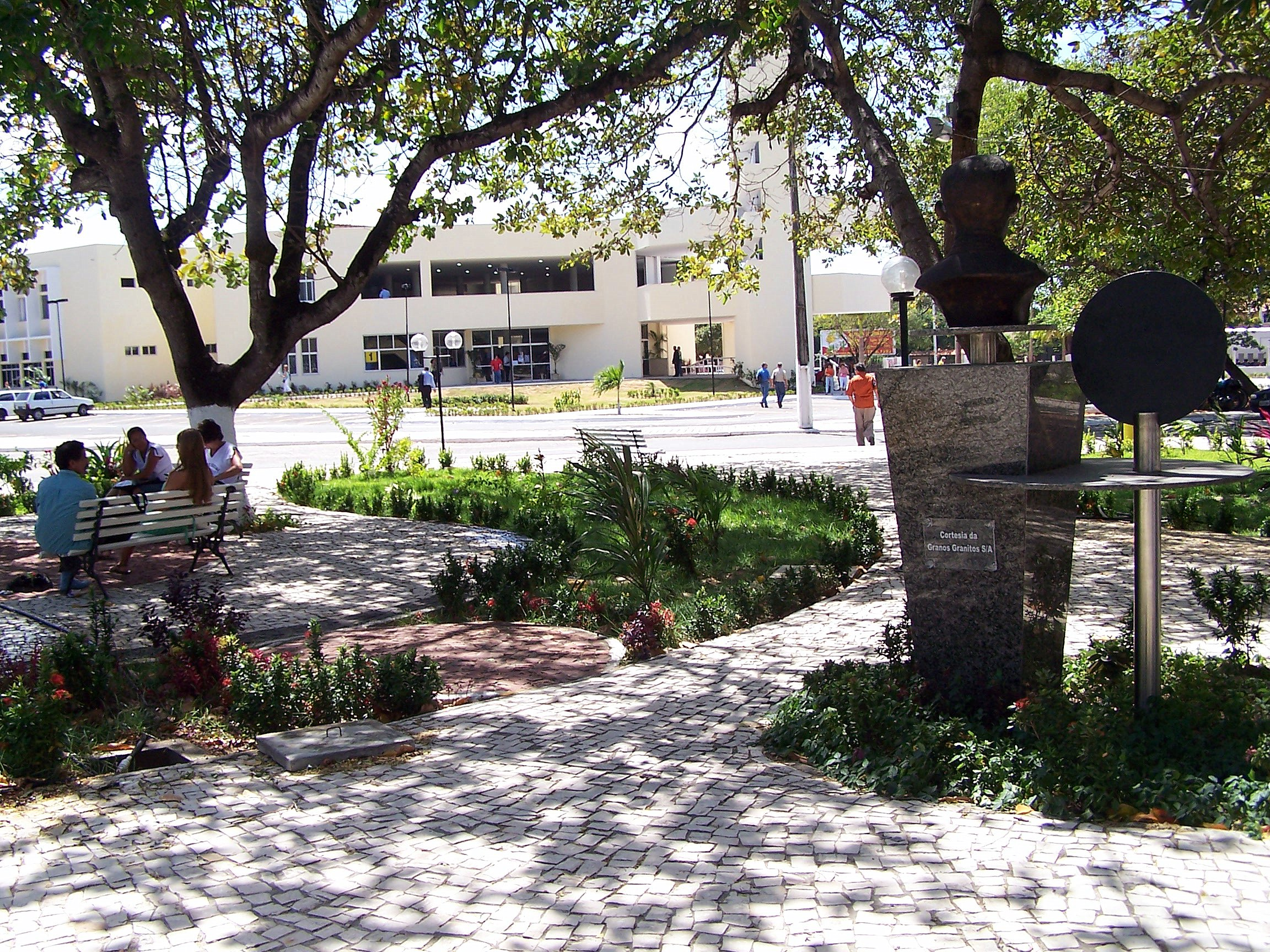
Государственный университет Сеара в Форталезе.

В Форталезе расположены несколько университетов, как частных, так и государственных, в том числе Государственный Университет Сеара (порт. Universidade Federal do Ceará, UFC). Обучение в школах и университетах, как и везде в Бразилии, ведётся по-португальски, но изучение английского и испанского языков входит в программу средней школы.
С конца XIX века Форталеза является значительным культурным центром. Институт Сеара (порт. Instituto do Ceará), основанный в 1887 году, проводит исследования в области истории, географии и антропологии. Литературная Академия (порт. Academia Cearense de Letras) (Cearense Academy of Letters), основанная в 1894 году, стала первым учреждением такого рода в Бразилии. В городе много различных культурных центров.
В 1994 году был снят телесериал "Тропиканка", действие которого происходит преимущественно в Форталезе.  Сериал недешево обошелся городской администрации, но покорил сердца миллионов людей, особенно из России и стран СНГ.
Форталеза знаменита своим фольклором, происходящим из смеси верований белых колонизаторов и туземцев. Важны также сирийско-ливанская и африканская традиции. Примеры:
- Бубма-меу-бои (порт. Bumba-meu-boi, известна также как Бои-Сеара, порт. Boi-Ceará): песни и танцы, связанные с религиозным культом быка, с португальскими корнями.
- Торен (порт. Torém): танец.
- Виолейрос (порт. violeiros), кантадорес (порт. cantadores) и энболадорес (порт. emboladores): музыкальные представления общественно-критической направленности, типичные для северо-востока Бразилии.
- Маракату (порт. Maracatu): танец и музыка, исполняемые во время карнавала.
- Данса ду коку (порт. Dança do coco): танец, характерный для чёрных бразильцев. На побережье его исполняют только мужчины, в глубине провинции — пары.

### Знаменитые здания

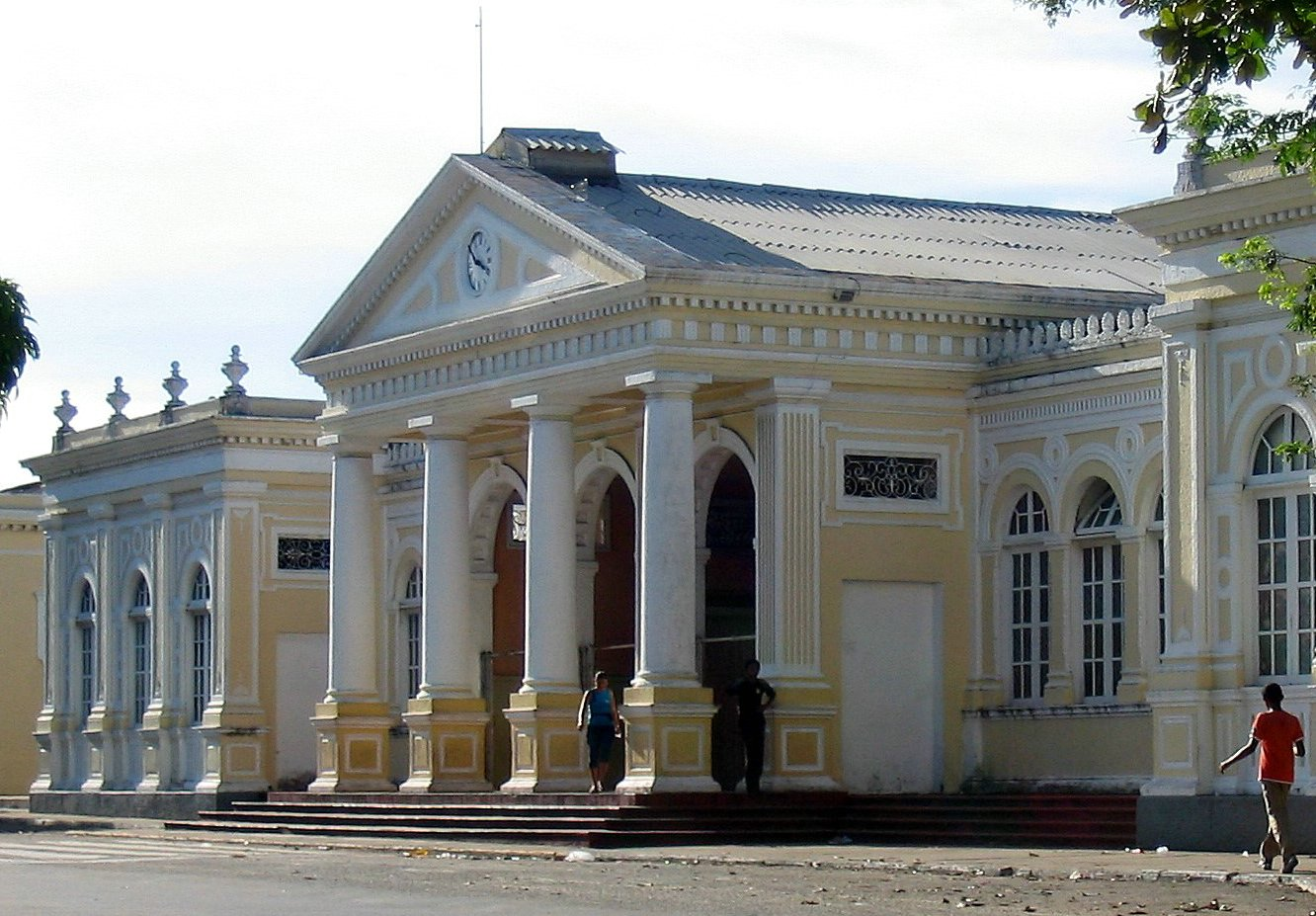
Железнодорожная станция Жуана-Фелипе.

- Театр Жозе де Аленкара (порт. Teatro José de Alencar);
- Маяк Мурисипе (порт. Farol do Mucuripe);
- Собор Форталезы;
- Статуя Ирасемы (порт. Estátua de Iracema);
- Форт Успения Богоматери (порт. Forte de Nossa Senhora da Assunção);
- Паласио да Луж (порт. Palácio da Luz).

## Спорт
В городе базируются старейший в штате футбольный клуб «Сеара» и футбольный клуб «Форталеза», выступающие в бразильской серии А.

## Галерея

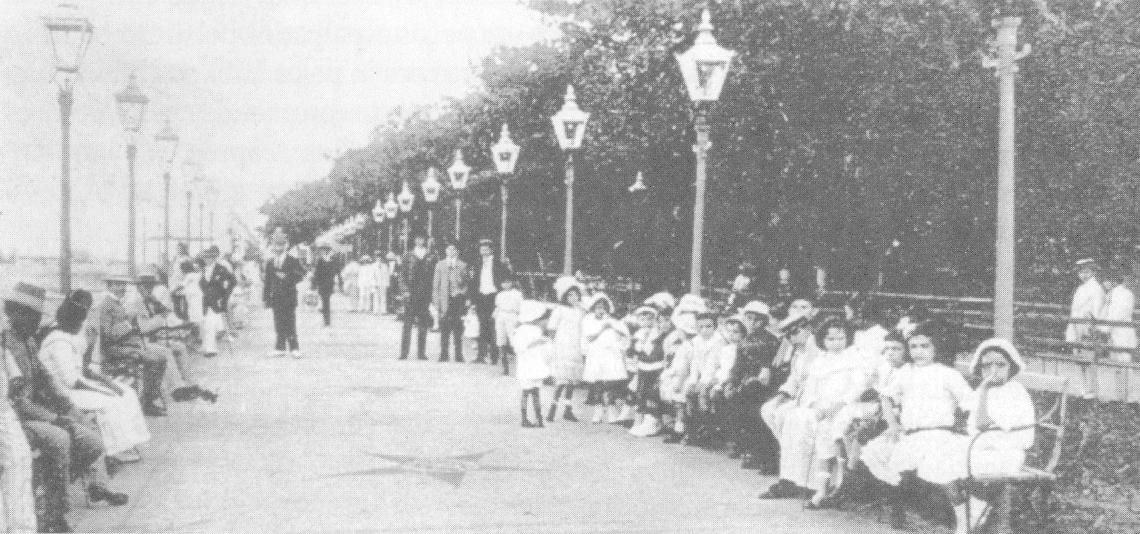
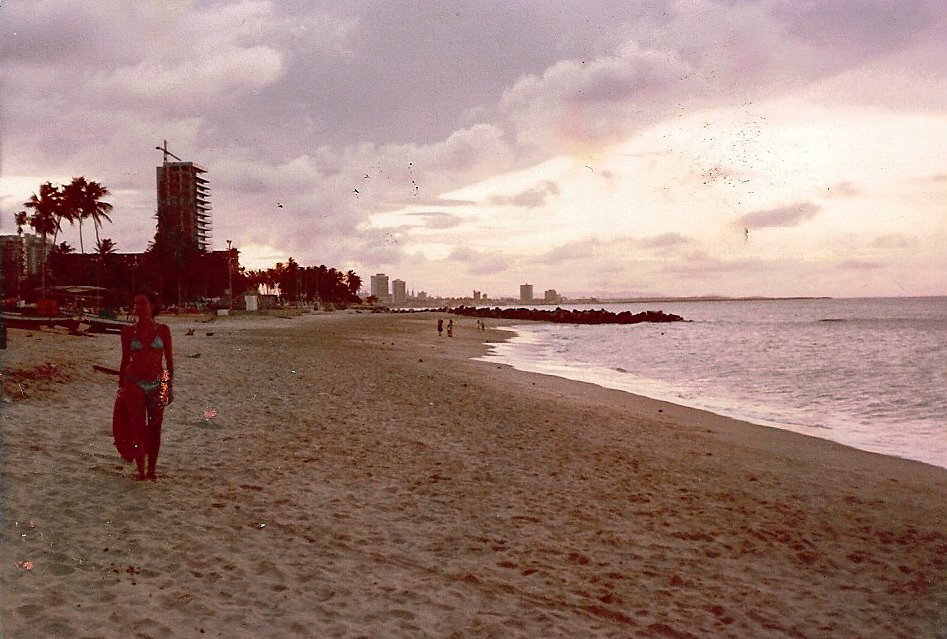
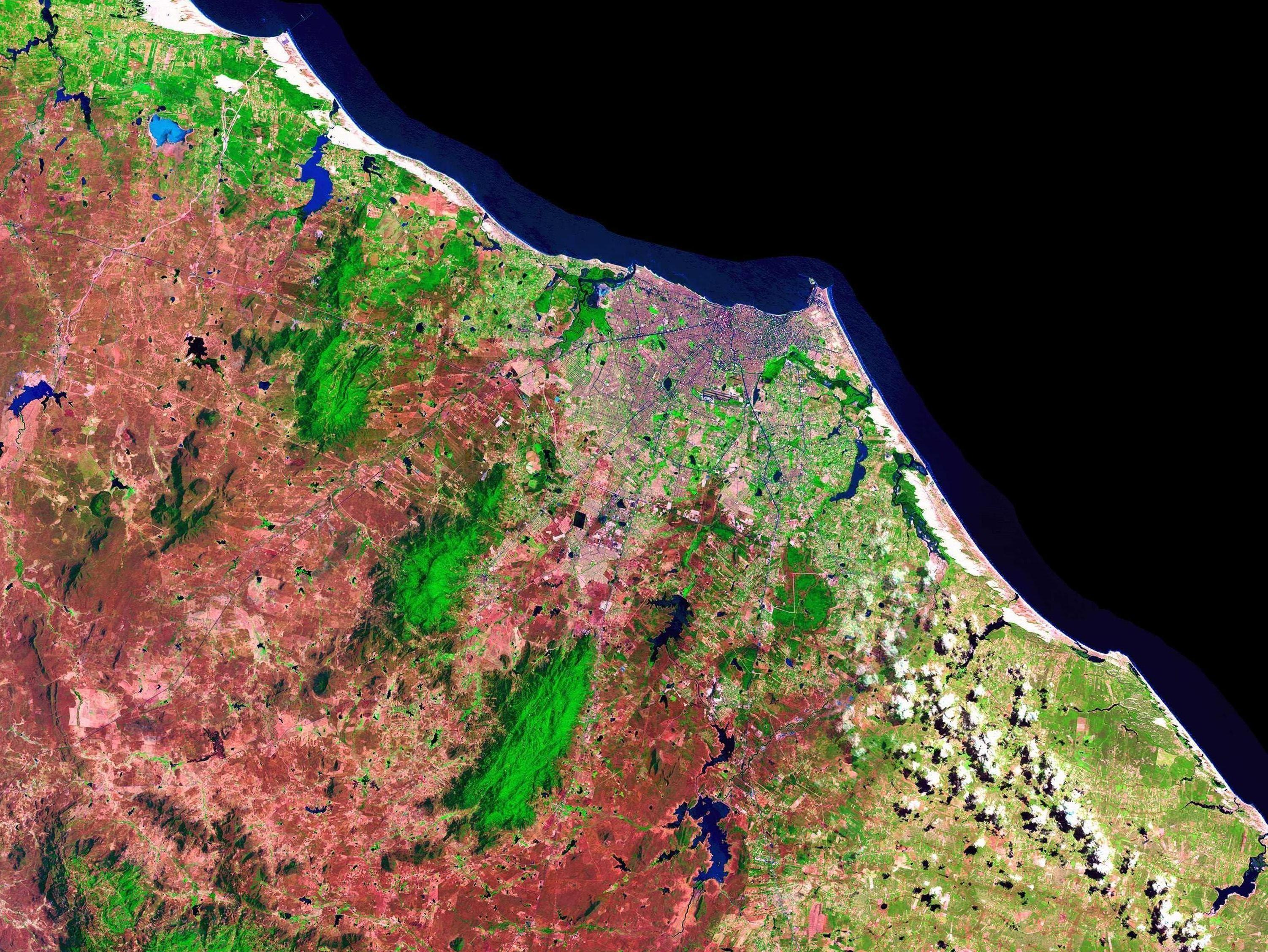
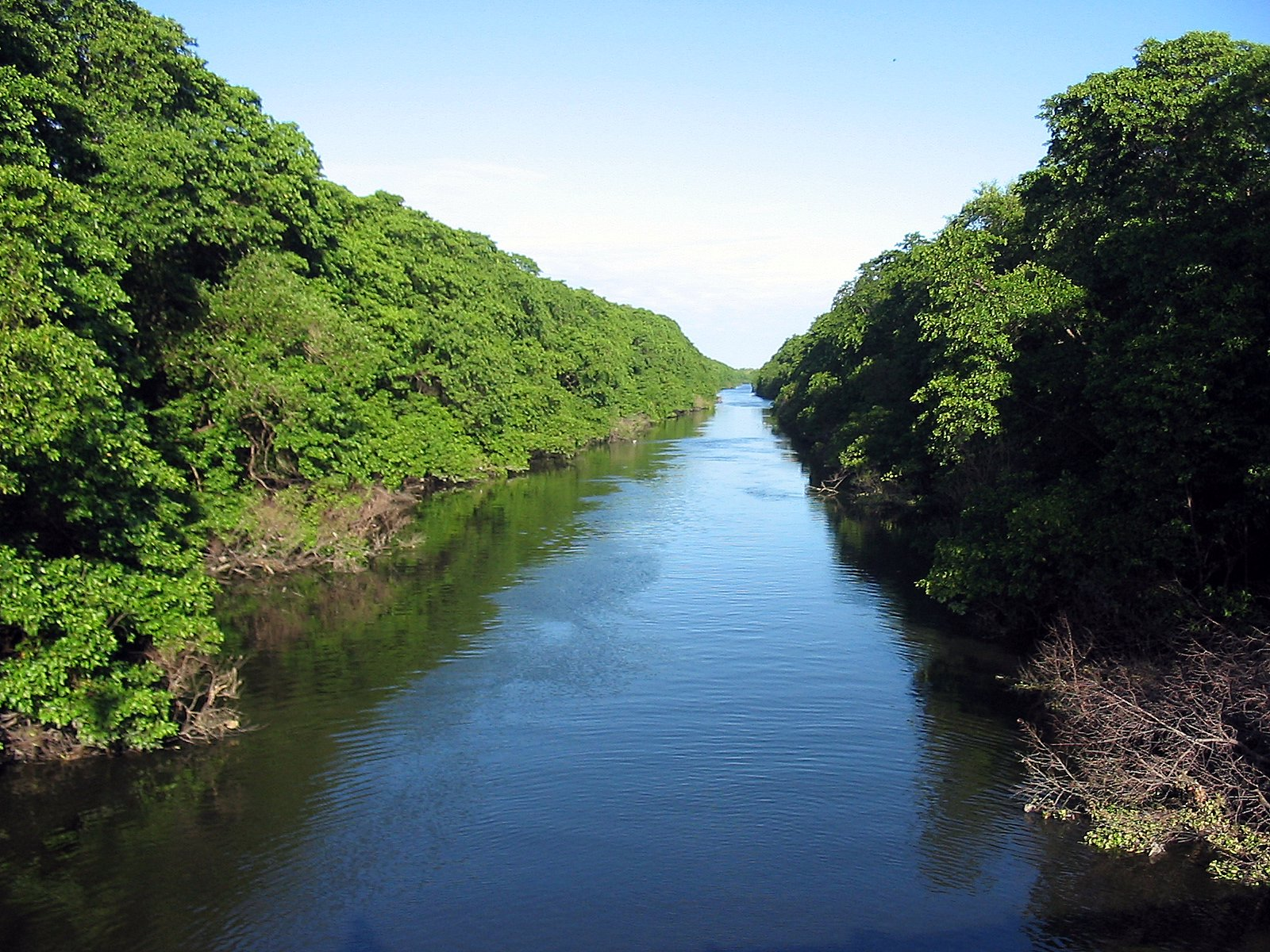
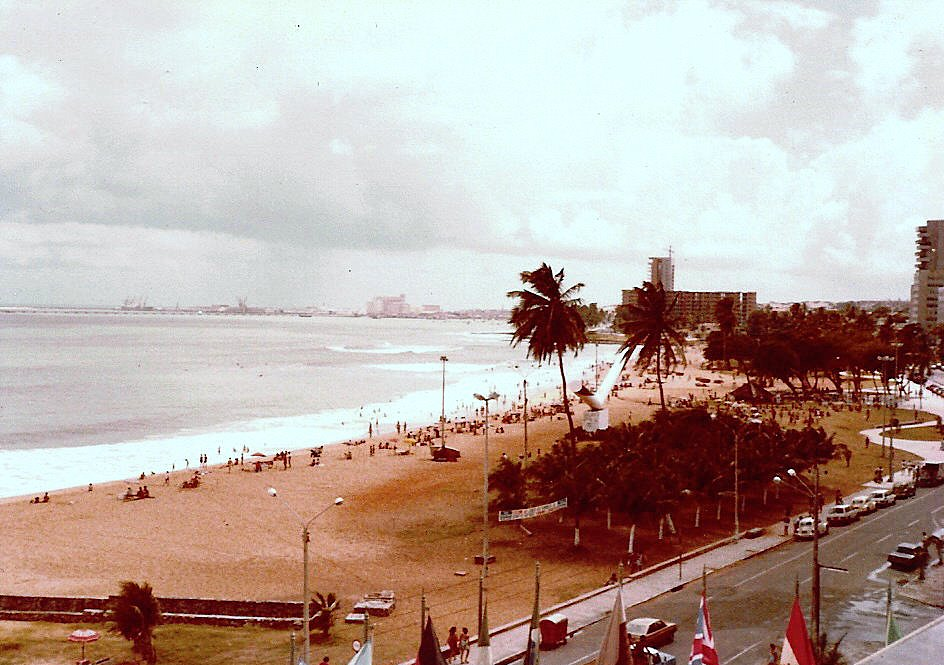
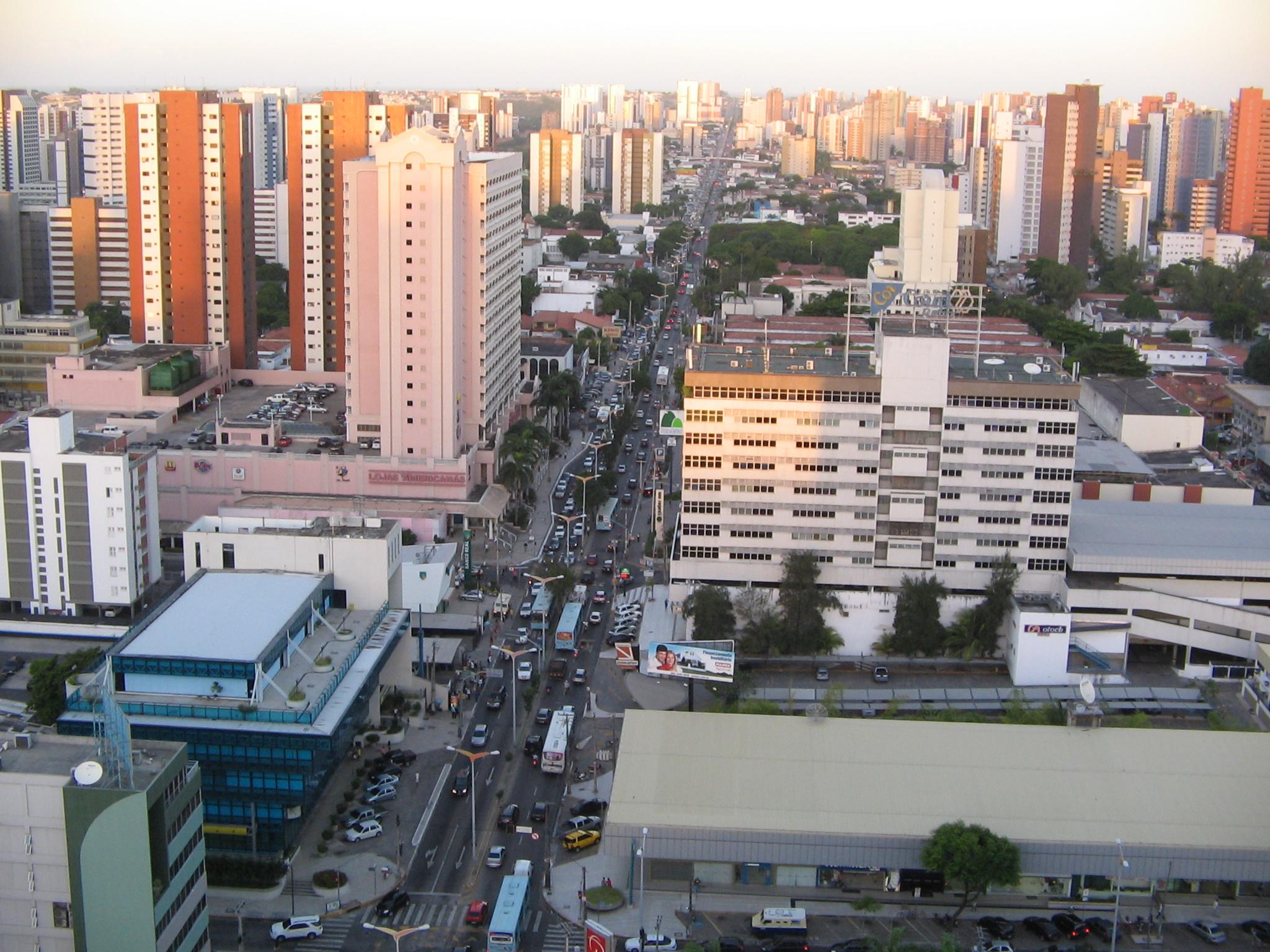
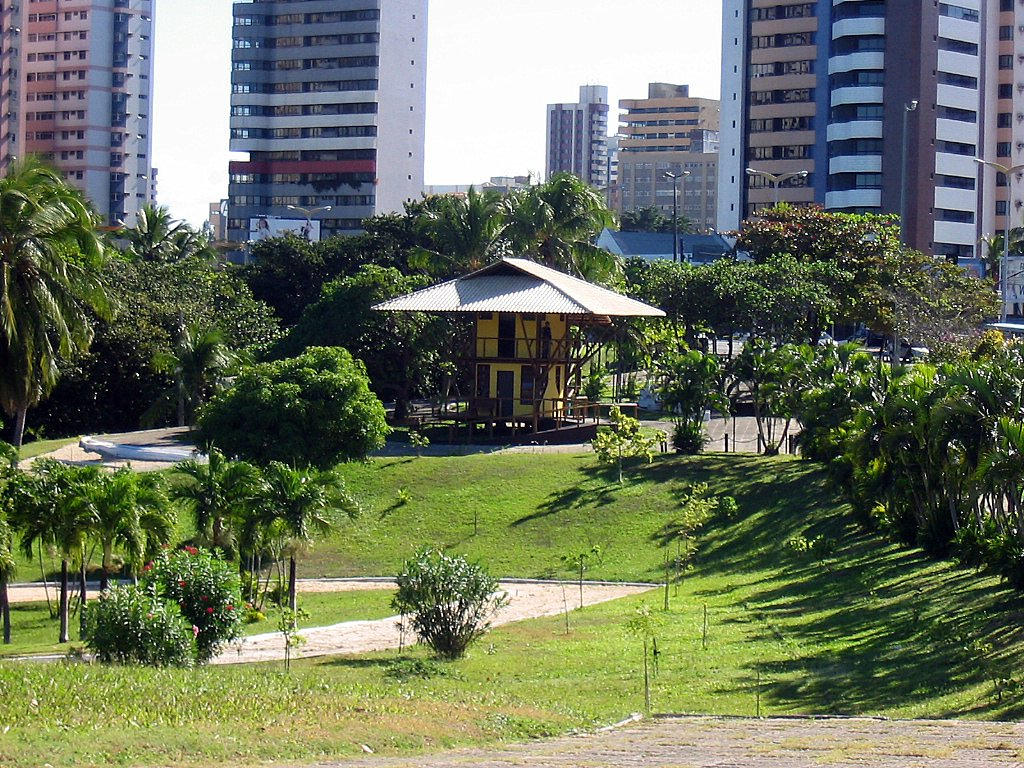
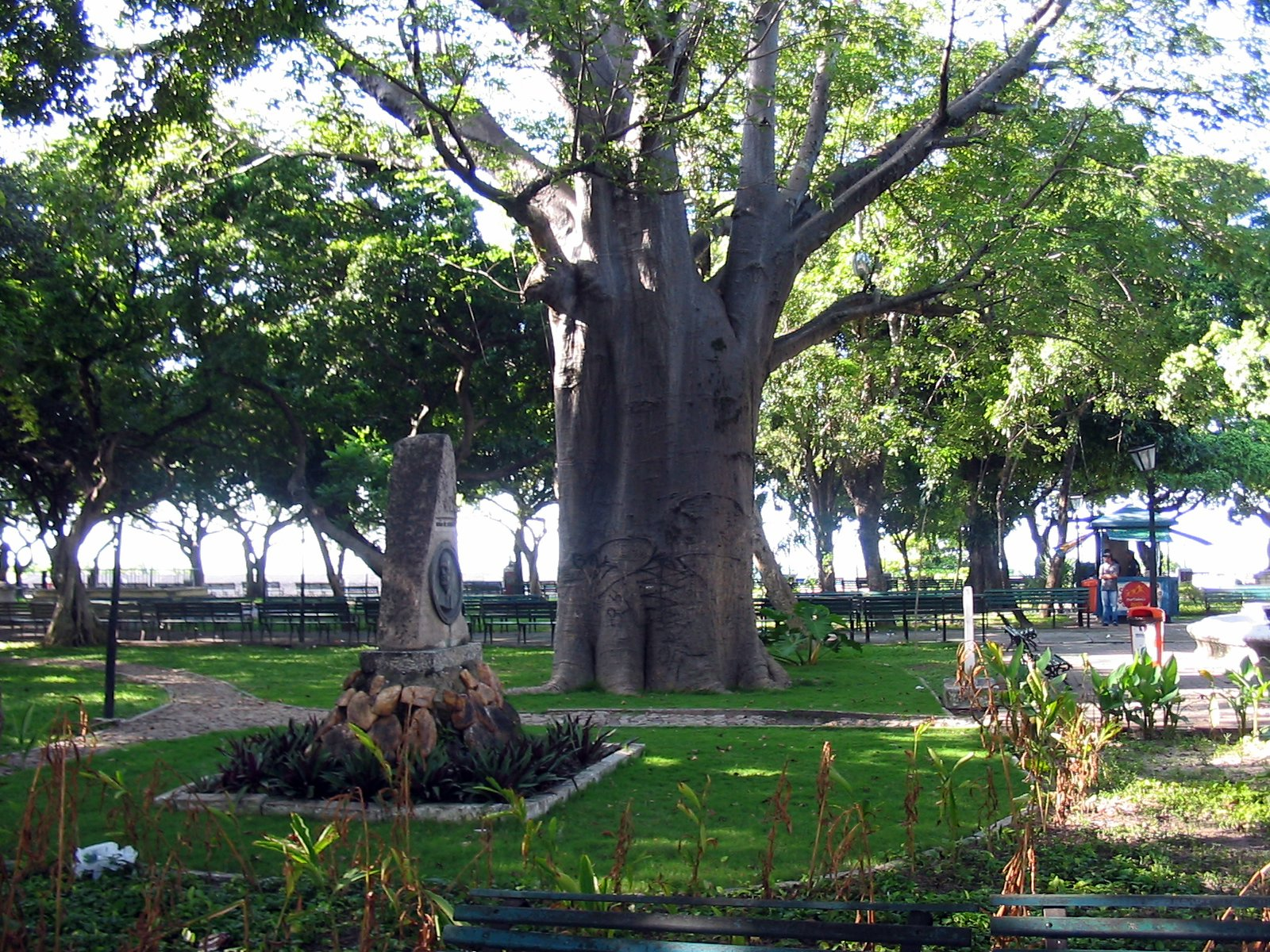
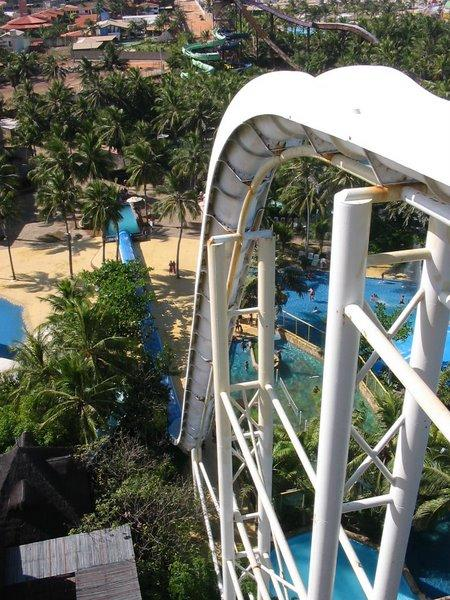
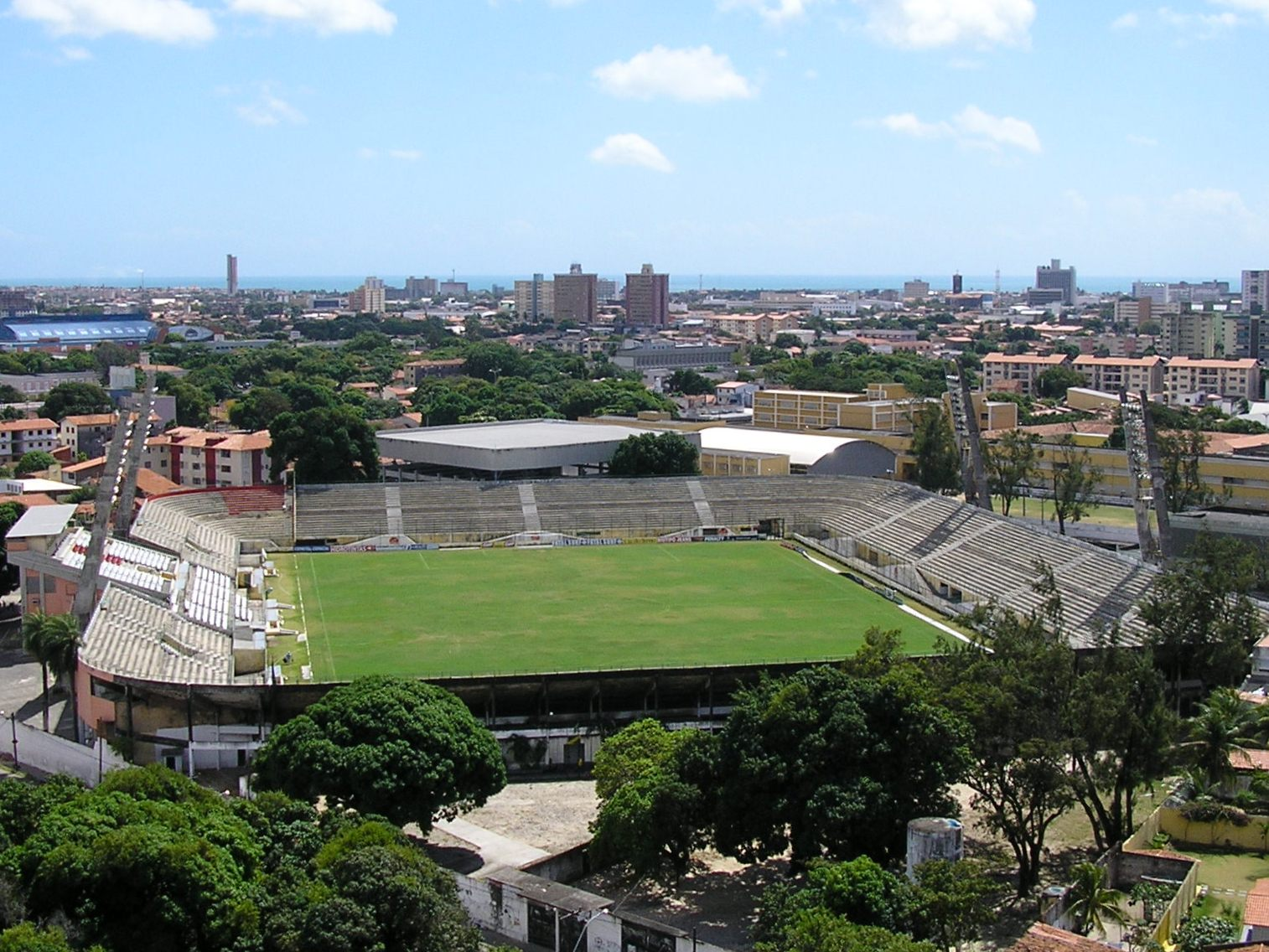
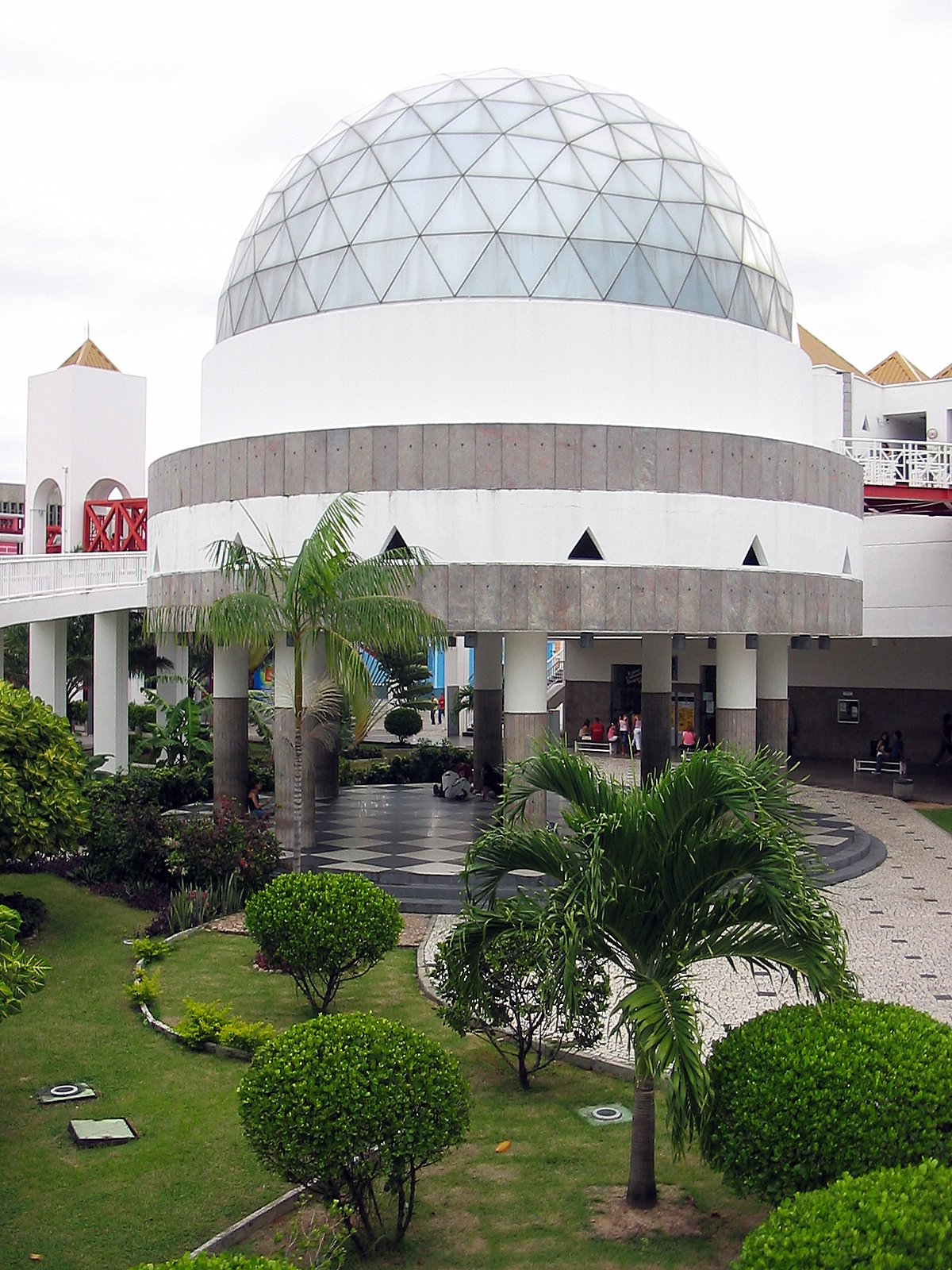
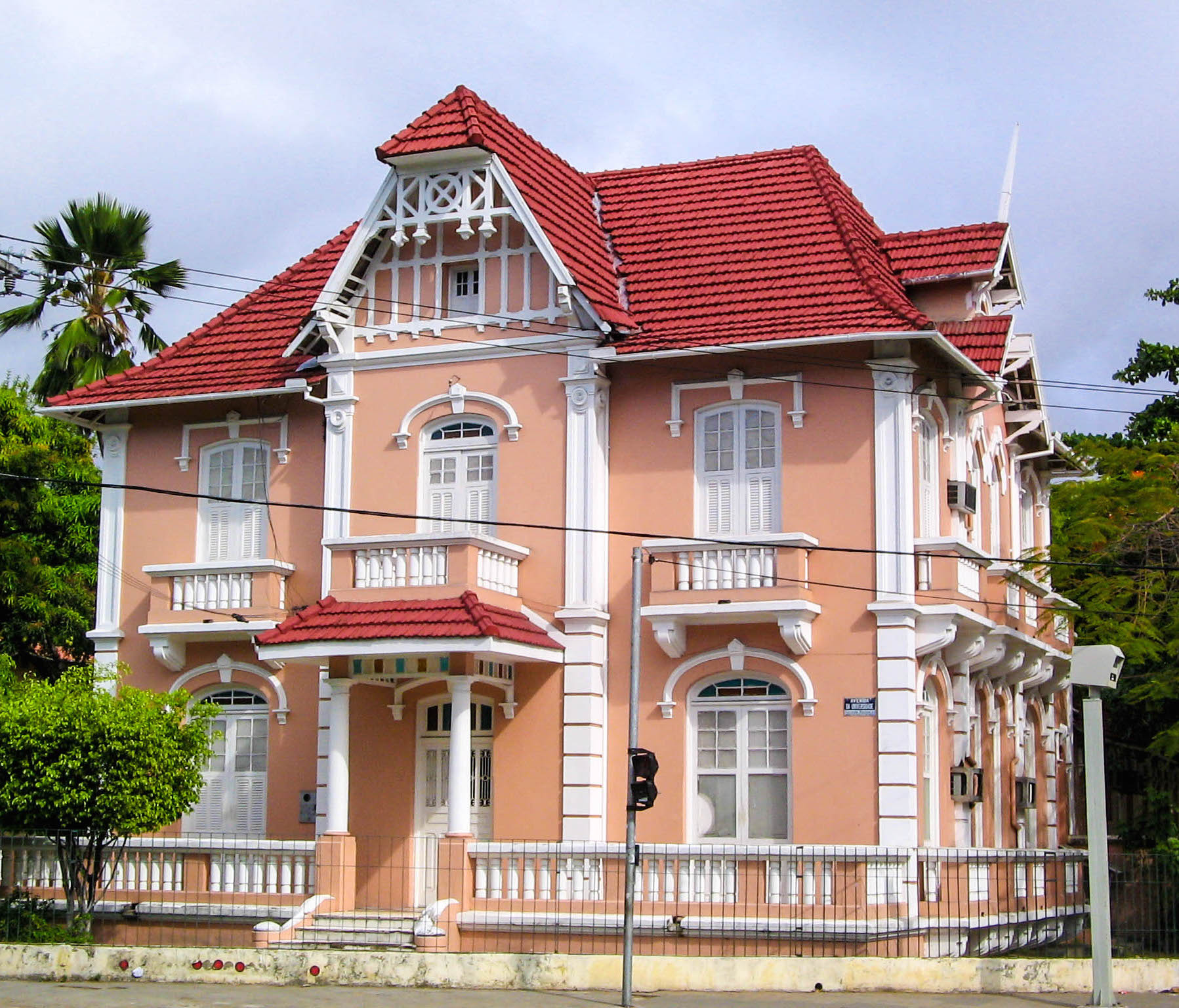
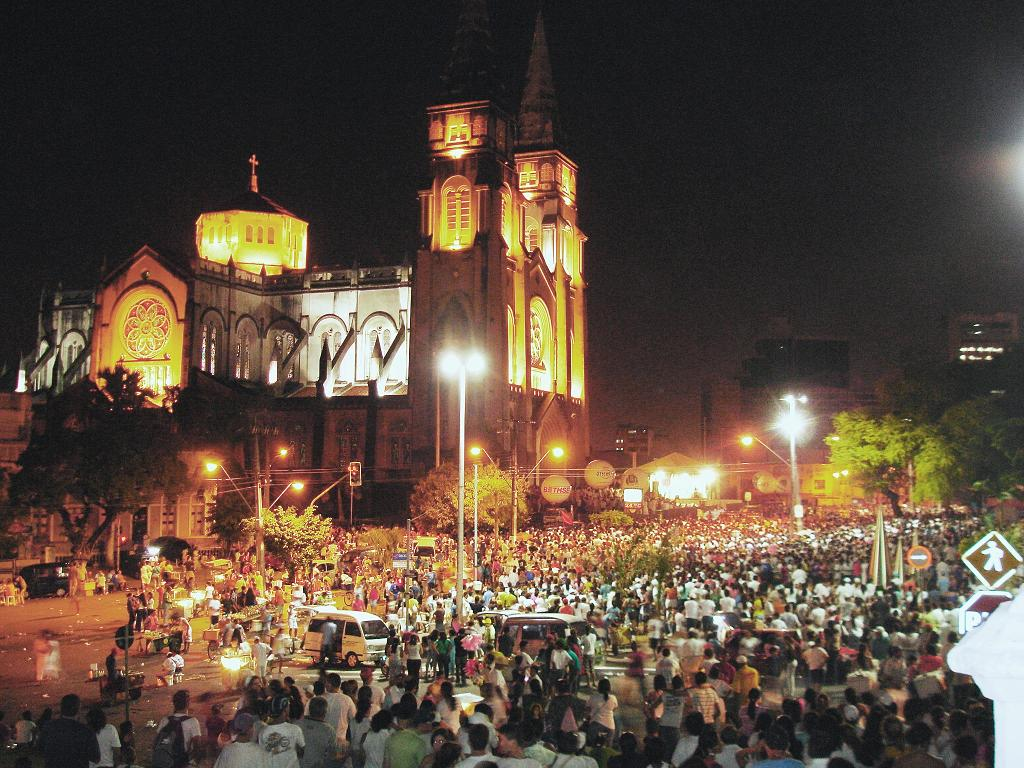

## В массовой культуре
В Форталезе разворачивается основное действие бразильской мыльной оперы «Тропиканка» (1994). Богатая красавица Летисия Веласкес после долгих лет жизни в Рио-де-Жанейро возвращается вместе с детьми к отцу в родную Форталезу, где располагается компания Веласкесов. Ничто не предвещает беды, однако там Летисия встречает свою давнюю любовь — рыбака Рамиру Суареса.